# Риверсајд (Тексас)
Риверсајд (енгл. Riverside) град је у америчкој савезној држави Тексас. По попису становништва из 2010. у њему је живело 510 становника.

## Демографија
Према попису становништва из 2010. у граду је живело 510 становника, што је 85 (20,0%) становника више него 2000. године.
| Група             | 2000.       | 2010.       |
| Белци             | 298 (70,1%) | 379 (74,3%) |
| Афроамериканци    | 88 (20,7%)  | 72 (14,1%)  |
| Азијати           | 1 (0,2%)    | 1 (0,2%)    |
| Хиспаноамериканци | 33 (7,8%)   | 47 (9,2%)   |
| Укупно            | 425         | 510         |